# Mouvement révolutionnaire péroniste
Le Mouvement Révolutionnaire Péroniste (MRP) était une organisation politique en Argentine relevant de la mouvance péroniste révolutionnaire, fondée le 5 août 1964, et dirigée par Gustavo Rearte et Héctor Villalón. 
Le 13 octobre 1967, elle a participé à la fondation des Forces Armées Péronistes (FAP), aux côtés du Mouvement de la Jeunesse Péroniste, dirigé par Envar El Kadri, et de l'Action Révolutionnaire Péroniste, dirigée par John William Cooke. 

## Histoire
Le Mouvement Révolutionnaire Péroniste a été fondé le 5 août 1964 par Héctor Villalón, Mario Valotta, Gonzalo Cháves, Francisco “Pancho” Gaitán, Enrique Manuel Mena, Ricardo De Luca,  Juan Eyheralde, Roberto Salar, Gustavo Rearte, Luis Rubeo, Fausto Rodríguez, Eduardo Mercado et Bernabé Castellano. Le MRP approuva une Déclaration dénonçant comme traîtres" les dirigeants du péronisme, qui négociaient avec les fonctionnaires du gouvernement ; et appelant à la lutte armée.
Dans son premier communiqué, le groupe clame que le péronisme est un « mouvement révolutionnaire qui regroupe toutes les grandes de l'humanité », en plus de souligner les réussites du président Juan Domingo Perón, mais en lui attribuant le manque d'une « structure révolutionnaire nationale » ayant favorisé le coup d’État de 1955 et qui, en s'alliant à la « bureaucratie conciliatrice » n'a pas pu réaliser un correct regroupement des masses.
Le 13 octobre 1967, le MRP a été dissout pour fonder les Forces Armées Péronistes (FAP).